# Джонатан Литъм
Джонатан Литъм (на английски: Jonathan Lethem) е американски писател на произведения в жанра криминален роман, трилър, научна фантастика, социална драма, фентъзи и документалистика.

## Биография и творчество
Джонатан Алън Литъм е роден на 19 февруари 1964 г. в Бруклин, Ню Йорк, САЩ. Той е големият от трите деца в семейството на Ричард Литъм, авангарден художник, и Джудит Франк, политическа активистка. Баща му е протестант, а майка му е еврейка. Семейството живее в комуна в Южен Бруклин, където Джонатан има свободно детство и става запален читател на научна фантастика. Когато е малък родителите му се развеждат, а когато е 13-годишен майка му умира от злокачествен мозъчен тумор, което повлиява в бъдеще на творчеството му.
Възнамерявайки да стане визуален художник като баща си, учи в гимназията по музика и изкуство в Ню Йорк. Продуцира свой собствен журнал, The Literary Exchange, който включва произведения на изкуството и статии. Създава анимационни филми и пише роман, който не е публикуван. След завършване на гимназията през 1982 г. следва изкуства в Бенингтън Колидж в Бенингтън, но в средата на втората година напуска, тъй като се интересува повече от писане. Докато учи, в периода 1977 – 1984 г. работи като продавач на книги в Ню Йорк. Прави през 1984 г. дълга обиколка на автостоп в САЩ, след което се установява в Бъркли, Калифорния, където в периода 1985 – 1994 г. работи като продавач в магазини за употребявани книги. В свободното си време продължава да пише.
През 1989 г. е публикуван първия му разказ, както и още няколко в началото на 1990-те години. Първият му роман Gun, with Occasional Music (Пистолет, с епизодична музика) е издаден през 1994 г. и е смесица от научна фантастика и детективската история в стил на Реймънд Чандлър. Книгата е номинирана за наградата „Небюла“. Следват още няколко негови романа в жанра на научната фантастика и сборник с разкази.
През 1996 г. се премества обратно в Бруклин и се обръща към криминалния жанр. През 1999 г. е издаден романът му „Убийство в Бруклин“. Главният герой, Лайнъл Есрог, страда от синдром на Турет и е обсебен от езика. Той работи в малка детективска агенция, собственост на дребен мафиот. Но когато собственикът е убит, той поема разследването и въпреки страданието си светът му се преобръща. Романът печели наградата на критиците, наградата „Златен кинжал“ и наградата „Салун“. През 2019 г. романът е екранизиран във филма „Тъмната страна на Бруклин“ с участието на Едуард Нортън, Брус Уилис, Алек Болдуин и Уилем Дефо.
През 2003 г. е издаден автобиографично вдъхновения му образователен роман „Крепостта на самотата“. Той представя историята на съзряването на бялото момче Дилън Ебдус, което се премества с родителите си в суровото сърце на Бруклин в началото на 70-те години, където трябва да се бори за утвърждаване. Защитен само от чернокожия си приятел Мингус Руд, той изследва жизнената вселена от улични гласове, супермощни герои от оръфани комикси и енергията на фънка, графитите и наркотиците. Романът става бестселър и е обявен за най-добра книга на годината от „Ню Йорк Таймс“.
Вторият му сборник с разкази „Мъже и карикатури“ от 2004 г. обединява девет фантастични истории, в които той дисектира американската поп и улична култура, за да създаде уникални измислени светове.
През 1987 г. се жени за писателката и художничка Шели Джаксън, с която се развеждат през 1997 г. През 2000 г. се жени за Джулия Розенберг, През 2000 г. той се жени за Джулия Розенберг, канадска филмова режисьорка, с която се развеждат през 2002 г. От 2004 г. живее с третата си съпруга, режисьорката Ейми Барет. Има двама сина.
Джонатан Литъм живее със семейството си в Бруклин и Беруик, Мейн.

## Произведения

### Самостоятелни романи
- Gun, with Occasional Music (1994)[1][2][3][5]
- Amnesia Moon (1995)[5]
- As She Climbed Across the Table (1997)
- Girl in Landscape (1998)
- Motherless Brooklyn (1999) - награда „Златен кинжал“
Убийство в Бруклин, изд.: ИК „Бард“, София (2021), прев. Елена Кодинова
- This Shape We're In (2000)
- Ninety Percent of Everything (2001) – с Джеймс Патрик Кели и Джон Кесел
- The Fortress of Solitude (2003)
- You Don't Love Me Yet (2007)
- Chronic City (2009)
- Dissident Gardens (2013)
- A Gambler's Anatomy (2016) – издаден и като The Blot
- The Feral Detective (2018)
- The Arrest (2020)

### Новели
- The Vision (2014)[1]
- The Blot: A Supplement (2016) – с Лорънс Рикълс

### Графични романи
1. Omega (2000) – с Карл Руснак[1]

### Сборници
- The Wall of the Sky, The Wall of the Eye (1996)[1][2][3]
- Kafka Americana (1999) – с Картър Шолц
- Men and Cartoons (2004)
- How We Got Insipid (2006)
- Lucky Alan (2015)
- The Collapsing Frontier (2023)

### Документалистика
- Da Capo Best Music Writing (2002) – с Пол Бресник[1][2][3]
- The Disappointment Artist (2005)
- They Live (2010)
- Conversations with Jonathan Lethem (2011)
- The Ecstasy of Influence (2011)
- Talking Heads' Fear of Music (2012)
- More Alive and Less Lonely: On Books and Writers (2017)

### Екранизации
- 2007 Light and the Sufferer
- 2008 Entry of Buildings – късометражен
- 2008 The Sleeping People – късометражен
- 2008 The Zeppelin Parable – късометражен
- 2009 Biospheres – късометражен
- 2010 Sleepy People – късометражен
- 2011 The Epiphany – късометражен
- 2013 The Collector – видео
- 2019 Тъмната страна на Бруклин, Motherless Brooklyn
- ?? Tonight at Noon
- ?? You Don't Love Me Yet